# کریات یام
کریات یام (در عبری: קריית ים) نام شهری در استان حیفا است که جمعیت آن در سال ۲۰۰۶ ۳۷٬۳۰۰ نفر و مساحت آن ۴٬۳۳۹ کیلومتر مربع بوده است.